# ورزشگاه جدید ویکتوریا
ورزشگاه جدید ویکتوریا (به اسپانیایی: Estadio Nuevo La Victoria) با ظرفیت ۱۲٬۵۸۹ نفر یکی از ورزشگاه‌های فوتبال کشور اسپانیا است که در شهر خائن ایالت اندلس واقع شده‌است. این ورزشگاه در سال ۲۰۰۱ بازگشایی شد و در حال حاضر بازی‌های خانگی رئال خائن در آن برگزار می‌گردد.